# Astragalus hendersonii
Astragalus hendersonii är en ärtväxtart som beskrevs av John Gilbert Baker. Astragalus hendersonii ingår i släktet vedlar, och familjen ärtväxter. Inga underarter finns listade i Catalogue of Life.